# Somatina chalybeata
Somatina chalybeata är en fjärilsart som beskrevs av Swinhoe 1904. Somatina chalybeata ingår i släktet Somatina och familjen mätare. Inga underarter finns listade i Catalogue of Life.